# 1513 en santé et médecine
| Années de la santé et de la médecine : 1510 - 1511 - 1512 - 1513 - 1514 - 1515 - 1516    |
| Décennies de la santé et de la médecine : 1480 - 1490 - 1500 - 1510 - 1520 - 1530 - 1540 |

Cet article présente les faits marquants de l'année 1513 en santé et médecine.

## Divers
- 1513-1514 : Léonard de Vinci consacre ses derniers travaux à l'anatomie du cœur[1].

## Fondation
- Début de la reconstruction de l'hôtel-Dieu d'Orléans[2].

## Publications
- Eucharius Rösslin fait paraître à Strasbourg « le premier traité d'obstétrique écrit depuis l'Antiquité » : Der swangern Frauwen und Hebammen Rosegarten (« Le Jardin des roses des femmes enceintes et des sages-femmes »), compilation de Galien, Hippocrate, Aetius, Soranos d'Éphèse et Moschion qui « sera traduit[e] et réédité[e] dans les principales langues d'Europe jusqu'à la fin du XVIIe siècle[3] ».
- Guillaume Bunel, professeur de médecine à Toulouse, publie un poème sur la peste qu'il intitule Œuvre excellente et à chacun désirant soi de peste préserver, très utile[4].

## Naissances
- Giovanni Argenterio (it) (mort en 1572), médecin italien, surtout connu pour avoir sévèrement critiqué le galénisme[5].
- Jacques Daléchamps (mort en 1588), médecin, botaniste et helléniste français, élève de Guillaume Rondelet (1507-1566) et de Jean Schyron († 1556), médecin de l'Hôtel-Dieu de Lyon[6], publie en 1552 le « traité sur la peste » de Raymond Chalin de Vinario (fl. 1350-1382[7]).
- Auger Ferrier (mort en 1588), médecin et astrologue français, au service de Catherine de Médicis, puis médecin de l'hôtel-Dieu de Toulouse, auteur en 1548 de Remèdes préservatifs et curatifs de la peste « plusieurs fois réédité[s] jusqu'au XVIIIe siècle[8] ».
- 1512[9] ou 1513[10] : Nagata Tokuhon (en) (mort en 1630), médecin japonais, partisan d'une médecine naturelle, successivement au service des clans Takeda et Tokugawa.

## Décès
- Honoré Piquet (né à une date inconnue), doyen de la faculté de médecine de Montpellier, l'un des premiers titulaires, avec Jean Garcin († 1502), Gilbert Griffy († 1539) et Robert Pierre(† 1502), des quatre chaires de médecine fondées en 1498 par le roi Louis XII[11],[12].